# Патрик Махомс
Патрик Лавон Махомс Други (енгл. Patrick Lavon Mahomes II, 17. септембар 1995) је квотербек екипе Канзас Сити чифса у НФЛ-у. Син је бившег бацача бејзбол лиге (МЛБ) Пата Махомса. У почетку је, упоредо, играо колеџ фудбал и бејзбол на Тексашком универзитету. Након друге године напустио је бејзбол како би се фокусирао искључиво на фудбал. У првој години држао је рекорде у NCAA шампионату у више категорија, укључујући број освојених јарди (5,052 јарда) и број тачдаунова (53). Након ове сезоне пријавио се за НФЛ драфт, где су га са десете позиције у првој рунди одабрали Канзас Сити чифси. 
Махомс је провео своју дебитантску, руки, сезону као резерва ветерану, квотербеку Алексу Смиту. Након што су у наредној сезони власници Канзаса трејдовали Смита у екипу Вашингтона, Махомс је проглашен првим квотербеком екипе. Те сезоне, 2018/19., Махомс је бацио 5,097 јарди и имао је 50 тачдаун пасова. Постао је једини квотербек у историји који је бацио преко 5000 јарди у сезони и на колеџу и у НФЛ-у. Такође се придружио Пејтону Менингу као једином играчу у НФЛ историји који је у једној сезони бацио 50 тачдаун пасова и имао сакупљених 5000 јарда. За свој наступ у првој сезони стартера, именован је за Про Болера, одабран је и у идеалну поставу лиге и освојио је НФЛ награду за најбољег офанзивног играча године, а такође је освојио и награду за МВП-а лиге. 
Током сезоне 2019–20, Махомс је водио „Чифсе” до Супер бола, њиховог првог после 50 година, где су победили Сан Франциско 49ерсе за своју прву победу у Супер Бовлу од 1970.године. Махомс је награду МВП-а Супер бола, поставши тако тек други афроамерички квотербек који је освојио награду након Дага Вилијамса. Уједно, Патрик је тек трећи афроамерички квотербек који је освојио Супер бол након Дага Вилијамса и квотербека Сијетла, Расела Вилсона. Након Бена Ротерсбергера (23 године и 320 дана) Патрик је други најмлађи квотербек који је освојио Супер бол (24 године и 138 дана), а уједно и звање МВП-а истог.
Предводио је Канзас Сити Чифсе и до победе у Супербоулу LVII 2023. године на коме је био MVP утакмице.